# Filippo Fortin
Filippo Fortin (Venecia, 1 de febrero de 1989) es un ciclista italiano, miembro del equipo Team Solution Tech-Vini Fantini.

## Palmarés
2011
- 1 etapa de la Vuelta Ciclista de Chile

2015
- 1 etapa del Tour de Eslovaquia

2016
- Gran Premio Adria Mobil
- Bania Luka-Belgrado II
- 2 etapas de la Vuelta a Serbia

2017
- Gran Premio Izola
- 1 etapa del CCC Tour-Grody Piastowskie
- Tour de Berna
- 1 etapa de la Flèche du Sud
- 1 etapa de la Oberösterreichrundfahrt

2018
- Gran Premio Adria Mobil
- 1 etapa del Rhône-Alpes Isère Tour
- 1 etapa de la Flèche du Sud
- 1 etapa del Szlakiem Walk Majora Hubala
- 1 etapa de la Oberösterreichrundfahrt
- 1 etapa del Tour de la República Checa

2021
- 1 etapa del Istrian Spring Trophy

2022
- 1 etapa de la Belgrado-Bania Luka

2023
- 1 etapa de la Belgrado-Bania Luka
- 1 etapa del Tour de Estonia
- 1 etapa del Tour de Bulgaria
- In the footsteps of the Romans, más 2 etapas